# 囁く廊下-女校怪談-
『囁く廊下-女校怪談-』（ささやくろうか じょこうかいだん、原題：여고괴담）は、1998年公開の韓国ホラー映画。
1998年5月30日に韓国で公開されて話題を集め、韓国で『ディープ・インパクト』、『GODZILLA』を抑えて1998年の映画興行収入1位に記録。韓国ホラー映画のさきがけとなり、『女校怪談』はシリーズ化され、その後、5作品が上映された。
『少女たちの遺言』（1999年）、『狐怪談』（2003年）、『ボイス』（2005年）、『女子高怪談5：心中』（2009年）、『여고괴담 여섯번째 이야기: 모교』（2021年）。
『囁く廊下-女校怪談-』においてチェ・ガンヒは、チェ・セヨンという芸名でキャスティングに名を連ね、スクリーン・デビューを果たしている。また、2005年の韓国映画『ふたつの恋と砂時計』の1シーンでこの映画が使用されている。

## ストーリー
厳格な授業と受験勉強に支配された女子高を舞台に、謎の死をめぐって繰り広げられる血塗られた惨劇…。
生徒から“古狐”とアダナされる女教師パク・キスク(イ・ヨンニョ)が、ある日、「ジンジュが生きている」と謎の言葉を残して首吊り死体で発見される。
この事件を皮切りに、野蛮な担任教師“狂犬”オ・グァング(パク・ヨンス)、ガリ勉のキム・ジョンスク(ユン・ジヘ)までが突然の死を遂げ、学校は騒然となる。
生徒たちの中に9年前に死んだはずのジンジュの影が…。
新米教師であり、ジンジュの親友だったホ・ウニョン(イ・ミヨン)にはかつての忌まわしい出来事がよみがえる…。

## キャスト
| 役名             | 俳優               | 役どころ      |
| ---------------- | ------------------ | ------------- |
| ホ・ウニョン     | イ・ミヨン         | 高校教師      |
| イム・ジオ       | キム・ギュリ       | 女子高生      |
| オ・グァング     | パク・ヨンス       | 高校教師      |
| ユン・ジェイ     | チェ・ガンヒ       | 女子高生/幽霊 |
| キム・ジョンスク | ユン・ジヘ         | 女子高生      |
| パク・ソヨン     | パク・ジニ         | 女子高生      |
| パク・キスク     | イ・ヨンニョ       | 高校教師      |
| 美術教師         | キム・ユソク       |               |
| 体育教師         | ユ・ヨンス         |               |
| 化学教師         | ウォン・チャンヨン |               |
| 英語教師         | ソン・ヨンホ       |               |
| 教頭             | ソ・ドンソン       |               |

## スタッフ
- 監督：パク・キヒョン
- 製作：イ・チュニョン
- 脚本：イン・ジョンオク/パク・ギヒョン
- 撮影：ソ・ジョンミン
- 編集：ハン・ソンウォン
- 音楽：ムン・スンヒョン

## 映画祭
- 1998年 第17回 バンクーバー国際映画祭 出品
- 1998年 第3回 釜山国際映画祭 韓国映画パノラマ部門 出品
- 1998年 第2回 富川国際ファンタスティック映画祭 ファンタスティック韓国映画特別展部門 出品